# Askar Mukram
Askar Mukran (Camp de Mukram) fou una vila establerta al final del segle vii suposadament per un cap àrab de nom Mukram al costat de les ruïnes sassànides de Rustam Kawadh (àrab Rustakubadh) un establiment sassànida destruït pels àrabs. La vila estava al nord del Khuzestan, al canal Masrukan (Masrūqān, modern Ab i-Gargar o Āb-e Gargar) prop del lloc on el canal desaiguava al riu Shatyat, afluent principal del Karun (llavors Doǰayl), i a l'est del riu o canal Dizful Rud (modern Ab i-Diz)
Mukram hauria estat enviat al Khuzestan pel governador d'Iraq, al-Hajjaj ibn Yússuf, per reprimir una revolta que havia esclatat prop d'Ahwaz. La vila va prosperar com a centre comercial i militar. El 875 fou saquejada pels Zandj. El 879/880 el pont de rajola que creava el Masrukan fou destruït per les tropes del califa per evitar la seva utilització pels rebels Zandj. Va emetre moneda sota els abbàssides (vers 911/912). Fou ocupada per Ali Imad al-Dawla el 935 després d'estar breument en poder de Mardawidj, però després el govern de la regió fou assignat pel califa a Yakub, governador d'Esfahan. Va tornar als buwàyhides vers 940 i va emetre moneda vers 951 a 956 sota el buwàyhida Muizz al-Dawla. Fou centre de la indústria del sucre i fou famosa per determinats productes tèxtils. Els seus habitants sostenien freqüents controvèrsies teològiques. Personatges destacats de la ciutat foren els filòlegs Abu Aḥmad al-Ḥasan ibn Abdallah al-Askari (mort el 993) i Abu Helal al-Ḥasan ibn Abd Allah (mort després del 1010). Encara existia al segle xiv, però després fou abandonada i va quedar en ruïnes.
Les seves ruïnes es diuen avui dia Band i-Kir (Dic del Betum) i junt amb altres ruïnes ocupen 23 km².

## Nota
1. ↑  la seva fundació s'atribueix per al-Baladhuri a Moḥammad ibn Moṭarref (al-Bāhelī?), general de Musab ibn al-Zobayr, encarregat de reprimir la revolta d'Ibn Zubayr, vers el 690, i segons Yakut, per Moḥammad ibn Muza al-Ḥareti, general del governador de l'Iraq al-Hajjaj ibn Yússuf